# Eriopyga sublecta
Eriopyga sublecta là một loài bướm đêm trong họ Noctuidae.